# MSC Leigh
MSC Leigh je kontejnerski brod kojeg je 2006. godine izgradilo rumunjsko brodogradilište Mangalia odnosno današnji Daewoo Mangalia Heavy Industries. Brod je u vlasništvu međunarodne brodarske kompanije Mediterranean Shipping Company a plovi pod panamskom zastavom. Riječ je o drugom od ukupno dvanaest brodova koliko ih je kompanija naručila.

## Vanjske poveznice
- Informacije o brodu na Vessel Tracking.net  Arhivirana inačica izvorne stranice od 20. veljače 2020. (Wayback Machine)
- Informacije o brodu na Marine Traffic.com